# Garfield (игра, 2004)
Гарфилд — видеоигра, основанная на комиксах с таким же названием. Игра была выпущена на PlayStation 2 и PC. Разработана студией The Code Monkeys и издана компанией Hip Interactive. Это была первая трёхмерная игра о Гарфилде. В России была издана компанией Руссобит-М.

## Игровой процесс
Игра представляет собой аркаду, выполненную в трёхмерной графике. По сюжету Джон уходит из дома, Гарфилд должен держаться подальше от неприятностей, чтобы получить большую порцию лазаньи. Гарфилд выжидательно засыпает. Когда он просыпается, Одди устроил беспорядки в доме. Гарфилд теперь должен исследовать дом и вернуть всё в нормальное положение, прежде чем Джон вернётся через 8,5 часа.
Игрок (Гарфилд) должен вернуть все вещи на свои исходные места, для этого у него есть пылесос, а также собрать четыре ингредиента для лазаньи. Сперва нужно засасывать объекты, которые подсвечиваются белым многогранником, затем нужно искать силуэты того или иного объекта. Найдя нужный, нужно его выбрать в инвентаре (до трёх) и выдуть на место. Изначально доступно пространство из следующих комнат: зал, кабинет, прихожая, кухня, подсобка и холл верхнего этажа. Если вернуть все вещи в комнате и, при наличии, вернуть в исходное положение все картины, то за это дают ключ от закрытой комнаты, либо несколько пазлов.
В верхней игровой комнате есть две необязательных мини-игры, одна из которых напрямую зависит от количества собранных пазлов.
На чердаке нужно собрать все невидимые (подсвечены чёрным цветом) игрушки у невидимки Клайда в их шкафы (шкаф машин, шкаф монстров, шкаф роботов).
В саду нужно выиграть гонку вокруг дома у Одди и Нермала, чтобы заработать ингредиент лазаньи. На домике на дереве нужно поговорить с Арлин, соответственно появятся те или иные цветы, которые не занимают место в инвентаре. После того, как все цветы будут собраны, Арлин даст Гарфилду еще один ингредиент лазаньи.

## Оценки и мнения
| Сводный рейтинг       | Сводный рейтинг |
| Агрегатор             | Оценка          |
| --------------------- | --------------- |
| GameRankings          | 20 % (PS2)      |
| Иноязычные издания    |                 |
| Издание               | Оценка          |
| Playstation 2 Mag UK  | 2/10            |
| Русскоязычные издания |                 |
| Издание               | Оценка          |
| Absolute Games        | 15 % (ПК)       |
| «Игромания»           | 4/10 (ПК)       |

Игра Гарфилд получила крайне негативные отзывы критиков. Средняя оценка на сайте GameRankings составляет 20 %. PS2 британский журнал дал ему 2/10 и JeuxVideo ПК дал ему 4/20. Основные причины включают непривлекательную графику, слегка вялое управление и Одди только ходит вокруг, когда игрок его пинает.